# Stuart Cary Welch
Stuart Cary Welch Jr. (2 de abril de 1928 – 13 de agosto de 2008) fue un profesor de la Universidad de Harvard, coleccionista y  curador especializado en arte indio e islámico. También fue uno de los fundadores de esta cátedra en los Estados Unidos.

## Vida y carrera
Welch nació en el seno de una familia prominente en Búfalo, Nueva York, y desde niño comenzó a coleccionar dibujos realizados por artistas indios. Realizó la licenciatura en Bellas Artes en la Universidad de Harvard en 1950, donde presentó como tesis un trabajo acerca del arte clásico. Como no se ofrecían cursos de arte indio o islámico en ese entonces, se volvió autodidacta.
Su primer empleo en Harvard fue como ayudante honorario encargado del departamento de arte islámico en el Museo Fogg en 1956, más tarde desarrolló uno de los primeros planes de estudios para arte islámico e indio. Fue curador de arte islámico e indio en el Museo de Arte de Harvard y fue  consultor especial para el departamento de arte islámico en el Museo Metropolitano de Arte de 1979 a 1987. Welch dio clases en Harvard hasta su jubilación en 1995.
Como experto en arte brindaba asesoramiento a coleccionistas para la adquisición de valiosas piezas, entre ellos a su amigo el príncipe Sadruddin Aga Khan, reconocido diplomático que poseía una de las más grandes colecciones privadas de arte islámico del mundo. Welch mismo fue un apasionado coleccionista que después de retirarse donó la mayor parte de su acervo personal a la Universidad de Harvard; el resto de las piezas fueron subastadas por Sotheby's en 2011, una sola de ellas, una página con ilustraciones procedente del «Shahnameh de Shah Tahmasp» —uno de los manuscritos del Shāhnāmé—, fue vendida en 12 millones de dólares.
Residente de Nuevo Hampshire, Massachusetts, Welch murió de un infarto el 13 de agosto de 2008, cuando se encontraba de viaje en Hokkaidō Japón.

## Publicaciones
- A king's book of kings: the Shah-nameh of Shah Tahmasp (1972)
- Royal Persian Manuscripts (1976)
- Room for Wonder: Indian Painting During the British Period, 1760-1880 (1978)
- Imperial Mughal Painting (1978)
- The Houghton Shahnameh (1981) —coautor—
- India: art and culture, 1300-1900 (1985)
- The Emperors' album: images of Mughal India (1987) —coautor—